# Hercostomus saigusai
Hercostomus saigusai är en tvåvingeart som beskrevs av Olejnicek 2004. Hercostomus saigusai ingår i släktet Hercostomus och familjen styltflugor. Inga underarter finns listade i Catalogue of Life.